# Regiunea Araucanía

Regiunea La Araucanía

Regiunea Araucanía (spaniolă IX Región de la Araucanía) este una dintre cele 15 regiuni administrative din Chile. Capitala regiunii este orașul Temuco.

## Subdiviziuni administrative
| Diviziunea politică și administrativă din Regiunea Araucanía | Diviziunea politică și administrativă din Regiunea Araucanía |                    |
| --- | ------------------------------------------------------------ | ------------------ |
| \| Provincia \| Capitala \| Oraș \| \| --------- \| -------- \| ------------------ \| \| Cautín \| Temuco \| 1 Carahue \| \| Cautín \| Temuco \| 2 Cholchol \| \| Cautín \| Temuco \| 3 Cunco \| \| Cautín \| Temuco \| 4 Curarrehue \| \| Cautín \| Temuco \| 5 Freire \| \| Cautín \| Temuco \| 6 Galvarino \| \| Cautín \| Temuco \| 7 Gorbea \| \| Cautín \| Temuco \| 8 Lautaro \| \| Cautín \| Temuco \| 9 Loncoche \| \| Cautín \| Temuco \| 10 Melipeuco \| \| Cautín \| Temuco \| 11 Nueva Imperial \| \| Cautín \| Temuco \| 12 Padre Las Casas \| \| Cautín \| Temuco \| 13 Perquenco \| \| Cautín \| Temuco \| 14 Pitrufquén \| \| Cautín \| Temuco \| 15 Pucón \| \| Cautín \| Temuco \| 16 Saavedra \| \| Cautín \| Temuco \| 17 Temuco \| \| Cautín \| Temuco \| 18 Teodoro Schmidt \| \| Cautín \| Temuco \| 19 Toltén \| \| Cautín \| Temuco \| 20 Vilcún \| \| Cautín \| Temuco \| 21 Villarrica \| \| Malleco \| Angol \| 22 Angol \| \| Malleco \| Angol \| 23 Collipulli \| \| Malleco \| Angol \| 24 Curacautín \| \| Malleco \| Angol \| 25 Ercilla \| \| Malleco \| Angol \| 26 Lonquimay \| \| Malleco \| Angol \| 27 Los Sauces \| \| Malleco \| Angol \| 28 Lumaco \| \| Malleco \| Angol \| 29 Purén \| \| Malleco \| Angol \| 30 Renaico \| \| Malleco \| Angol \| 31 Traiguén \| \| Malleco \| Angol \| 32 Victoria \| |                                                              |                    |
| Provincia | Capitala                                                     | Oraș               |
| Cautín | Temuco                                                       | 1 Carahue          |
| Cautín | Temuco                                                       | 2 Cholchol         |
| Cautín | Temuco                                                       | 3 Cunco            |
| Cautín | Temuco                                                       | 4 Curarrehue       |
| Cautín | Temuco                                                       | 5 Freire           |
| Cautín | Temuco                                                       | 6 Galvarino        |
| Cautín | Temuco                                                       | 7 Gorbea           |
| Cautín | Temuco                                                       | 8 Lautaro          |
| Cautín | Temuco                                                       | 9 Loncoche         |
| Cautín | Temuco                                                       | 10 Melipeuco       |
| Cautín | Temuco                                                       | 11 Nueva Imperial  |
| Cautín | Temuco                                                       | 12 Padre Las Casas |
| Cautín | Temuco                                                       | 13 Perquenco       |
| Cautín | Temuco                                                       | 14 Pitrufquén      |
| Cautín | Temuco                                                       | 15 Pucón           |
| Cautín | Temuco                                                       | 16 Saavedra        |
| Cautín | Temuco                                                       | 17 Temuco          |
| Cautín | Temuco                                                       | 18 Teodoro Schmidt |
| Cautín | Temuco                                                       | 19 Toltén          |
| Cautín | Temuco                                                       | 20 Vilcún          |
| Cautín | Temuco                                                       | 21 Villarrica      |
| Malleco | Angol                                                        | 22 Angol           |
| Malleco | Angol                                                        | 23 Collipulli      |
| Malleco | Angol                                                        | 24 Curacautín      |
| Malleco | Angol                                                        | 25 Ercilla         |
| Malleco | Angol                                                        | 26 Lonquimay       |
| Malleco | Angol                                                        | 27 Los Sauces      |
| Malleco | Angol                                                        | 28 Lumaco          |
| Malleco | Angol                                                        | 29 Purén           |
| Malleco | Angol                                                        | 30 Renaico         |
| Malleco | Angol                                                        | 31 Traiguén        |
| Malleco | Angol                                                        | 32 Victoria        |